# Ruta departamental MO-108
La Ruta departamental MO-108 es una carretera peruana que recorre las provincias de Mariscal Nieto y General Sánchez Cerro. La trayectoria es Emp. PE-36A (Moquegua) - Torata.